# Guwanç Rejepow
Guwanç Rejepow (russisch Гуванч Реджепов; * 20. April 1982) ist ein turkmenischer ehemaliger Fußballspieler, der auch für die turkmenische Fußballnationalmannschaft im Einsatz war.

## Karriere

### Verein
Rejepow spielte zu Beginn seiner Karriere beim FC Balkan, wechselte aber nach fünf Einsätzen zu Nisa Aşgabat. Dort konnte er bereits in seinem ersten Jahr die Meisterschaft feiern. 2005 und 2006 spielte er für kurze Zeit jeweils für FC Aşgabat, HTTU Aşgabat und für Talyp Sporty Aşgabat. Seit 2011 schnürt er wieder für HTTU Aşgabat die Schuhe.

### Nationalmannschaft
Seit 2004 spielt Rejepow regelmäßig für die turkmenische Nationalmannschaft. Bei dem AFC Challenge Cup 2012 war er im Kader und schaffte mit seinem Land den Einzug bis in das Finale gegen Nordkorea, wo er in der 64. Minute für Serdar Annaorazow eingewechselt wurde. Das Spiel verlor Turkmenistan mit 1:2.

## Erfolge
Mit Nisa Aşgabat:
Meister: 2003
Mit HTTU Aşgabat:
Meister: 2013
Pokalsieger: 2011